# Крињица-Здрој
Крињица-Здрој (пољ. Krynica-Zdrój) је град у Пољској у Војводству Малопољском у Повјату новосончевском. Према попису становништва из 2011. у граду је живело 11.361 становника.

## Становништво
Према прелиминарним подацима са пописа, у граду је 2011. живело 11.361 становника.
| 2002.  | 2011.  | 2012.  |
| ------ | ------ | ------ |
| 11.820 | 11.361 | 11.191 |